# Solitaire d'Hawaï
Myadestes obscurus
Espèce
Statut de conservation UICN

 VU D2 : Vulnérable
Le Solitaire d'Hawaï (Myadestes obscurus) ou ʻomaʻo, est une espèce de passereaux de la famille des Turdidae.

## Distribution
Cette espèce est endémique de l'île d'Hawaï.

## Description

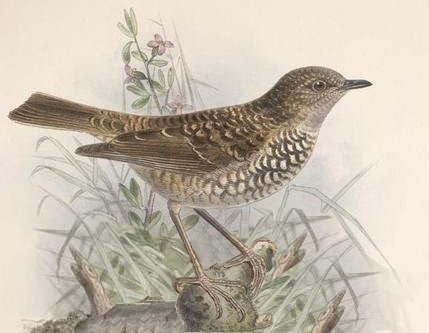
Myadestes obscurus

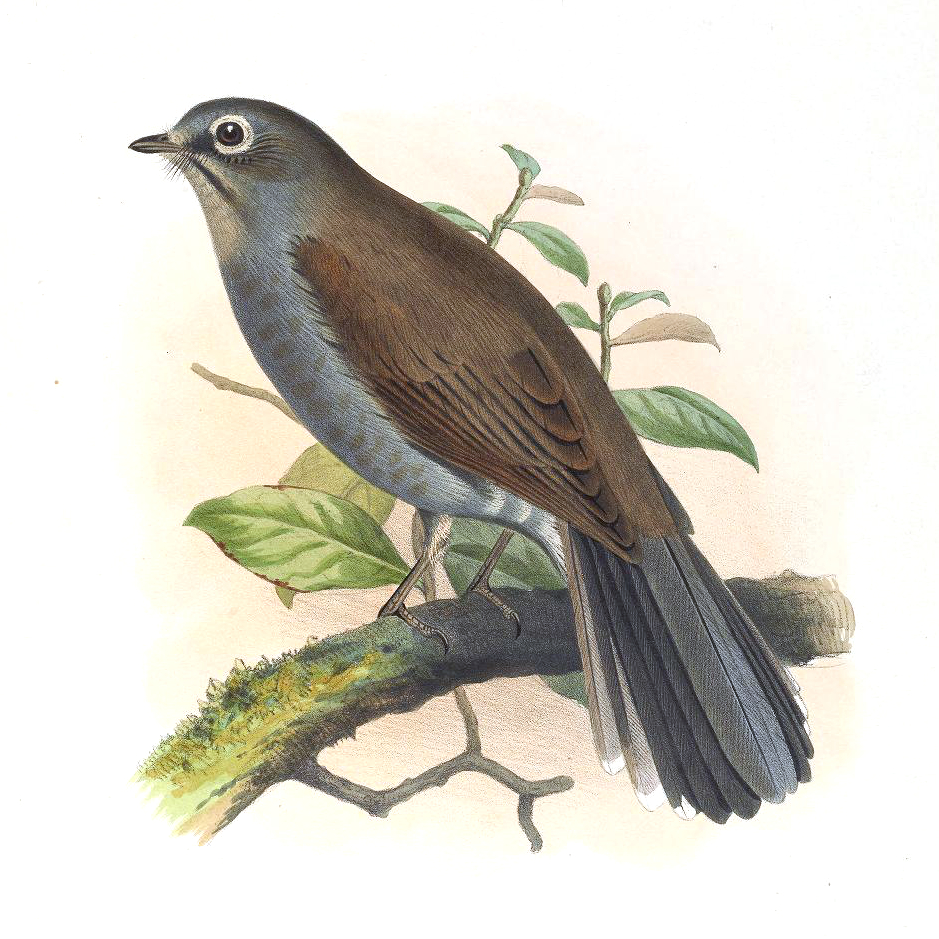
Myadestes obscurus